# Sân vận động Quốc gia Mỹ Đình
Sân vận động Quốc gia Mỹ Đình (hay gọi đơn giản là sân Mỹ Đình) là một sân vận động đa năng ở phường Từ Liêm, Hà Nội, Việt Nam. Sân có sức chứa 40,192 chỗ ngồi và là trung tâm của Khu liên hợp thể thao quốc gia Việt Nam. Sân chính thức được khánh thành vào tháng 9 năm 2003 và là địa điểm chính của Đại hội Thể thao Đông Nam Á 2003 vào cuối năm đó, bao gồm tổ chức lễ khai mạc, bế mạc cũng như các nội dung thi đấu môn điền kinh và các trận đấu môn bóng đá nam. Đây là sân nhà chính của đội tuyển bóng đá quốc gia Việt Nam từ năm 2003. Từ năm 2024 Thể Công – Viettel đã thuê sân này làm sân nhà tại Giải bóng đá Vô địch Quốc gia 2024–25. Sân thường tổ chức các trận thi đấu hoặc giao hữu quốc tế khi có đội tuyển bóng đá Việt Nam tham gia.
Nằm cách trung tâm Hà Nội 10 km về phía tây bắc, hiện nay Mỹ Đình là sân vận động có sức chứa lớn nhất Việt Nam. Khu liên hợp thể thao Mỹ Đình (bao gồm sân vận động Mỹ Đình và Cung thể thao dưới nước Mỹ Đình) được xây dựng với chi phí 1.300 tỷ đồng (~53 triệu USD, tỷ giá năm 2003). Mái che cong bao phủ các khán đài ở phía đông và phía tây, che phủ cho một nửa số ghế. Bên cạnh sân vận động còn có hai sân tập bóng đá để cho các đội bóng tập luyện.
Với sự phát triển của bóng đá và kinh tế tại Việt Nam, sân Mỹ Đình trong thời gian gần đây đã hứng chịu chỉ trích của các cổ động viên Việt Nam và nước ngoài với việc chất lượng mặt sân và cơ sở vật chất đã xuống cấp và chưa được nâng cấp, cải tạo toàn diện, gây ra một số sự cố khi tổ chức các trận đấu bóng đá.

## Lịch sử
Ý tưởng về một sân vận động quốc gia mới ở Việt Nam đã được đưa ra vào năm 1998, khi chính phủ tiến hành nghiên cứu khả năng xây dựng một khu liên hợp thể thao quốc gia mới. Vào tháng 7 năm 2000, Thủ tướng Việt Nam Phan Văn Khải đã phê duyệt dự án xây dựng sân vận động ở trung tâm của Khu liên hợp thể thao quốc gia Việt Nam để chuẩn bị cho việc tổ chức Đại hội Thể thao Đông Nam Á 2003. Bốn công ty, cụ thể là Tập đoàn quốc tế Hà Nội (Hanoi International Group) (HISG - Trung Quốc), Philipp Holzmann (Đức), Bouygues (Pháp) và Lemna-Keystone (Hoa Kỳ), đã tham gia đấu thầu xây dựng sân vận động. Quá trình này đã gây tranh cãi do vi phạm các yêu cầu kỹ thuật và tài chính trong hồ sơ đấu thầu của HISG và Holzmann (Holzmann thậm chí đã nộp đơn xin phá sản trước đó vào năm 1999), các cáo buộc tham nhũng đối với khoản tài trợ của Bouygues, cũng như phía Lemna-Keystone nghi ngờ sự minh bạch trong việc đưa ra quyết định của hội đồng chấm thầu. Cuối cùng, HISG đã thắng thầu và ký hợp đồng cam kết vào ngày 14 tháng 8 năm 2001.
Công việc xây dựng sân vận động được bắt đầu vào năm 2002. Trong giai đoạn xây dựng, sân được gọi là Sân vận động Trung tâm. Sân đã hoàn thiện về mặt kiến trúc vào tháng 6 năm 2003. Vào tháng 8 năm 2003, sân vận động được đặt tên chính thức là Sân vận động Quốc gia Mỹ Đình, lấy theo tên của khu vực xã mà sân vận động này được xây dựng ở đó. Sân được khánh thành vào ngày 2 tháng 9 năm 2003, trùng với ngày Quốc khánh của Việt Nam.

## Bên trong sân vận động

### Khán đài

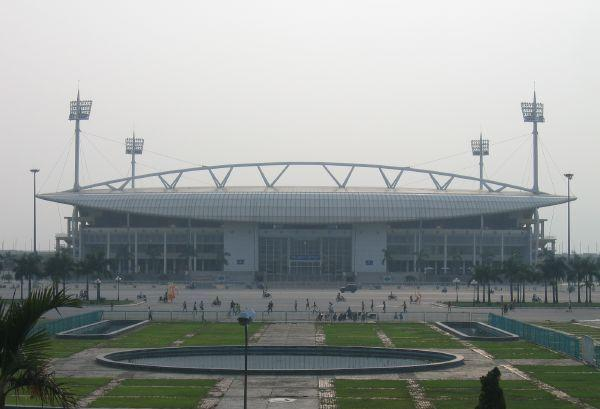
Bên ngoài sân Mỹ Đình

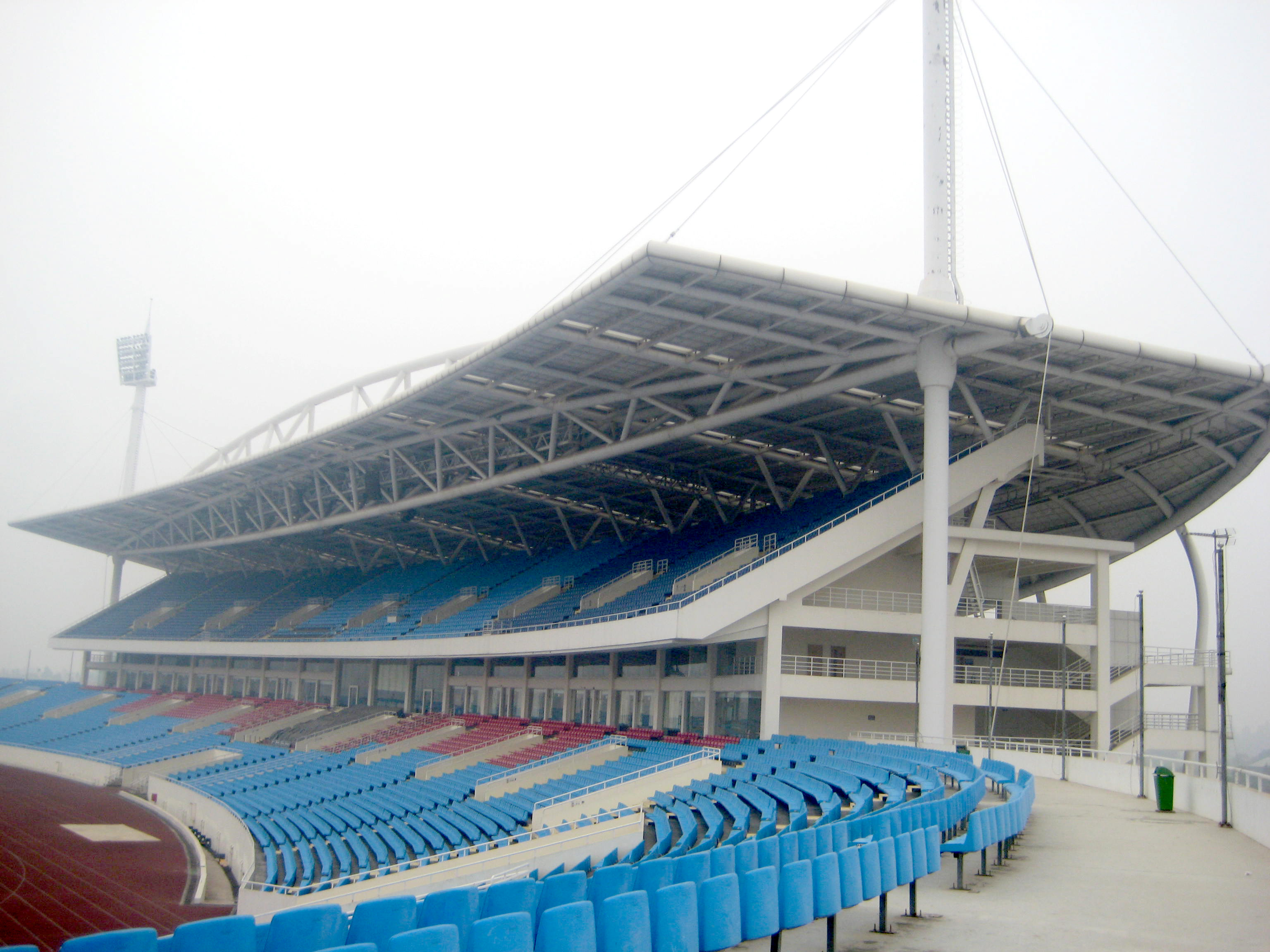
Khán đài A của Sân vận động Quốc gia Mỹ Đình

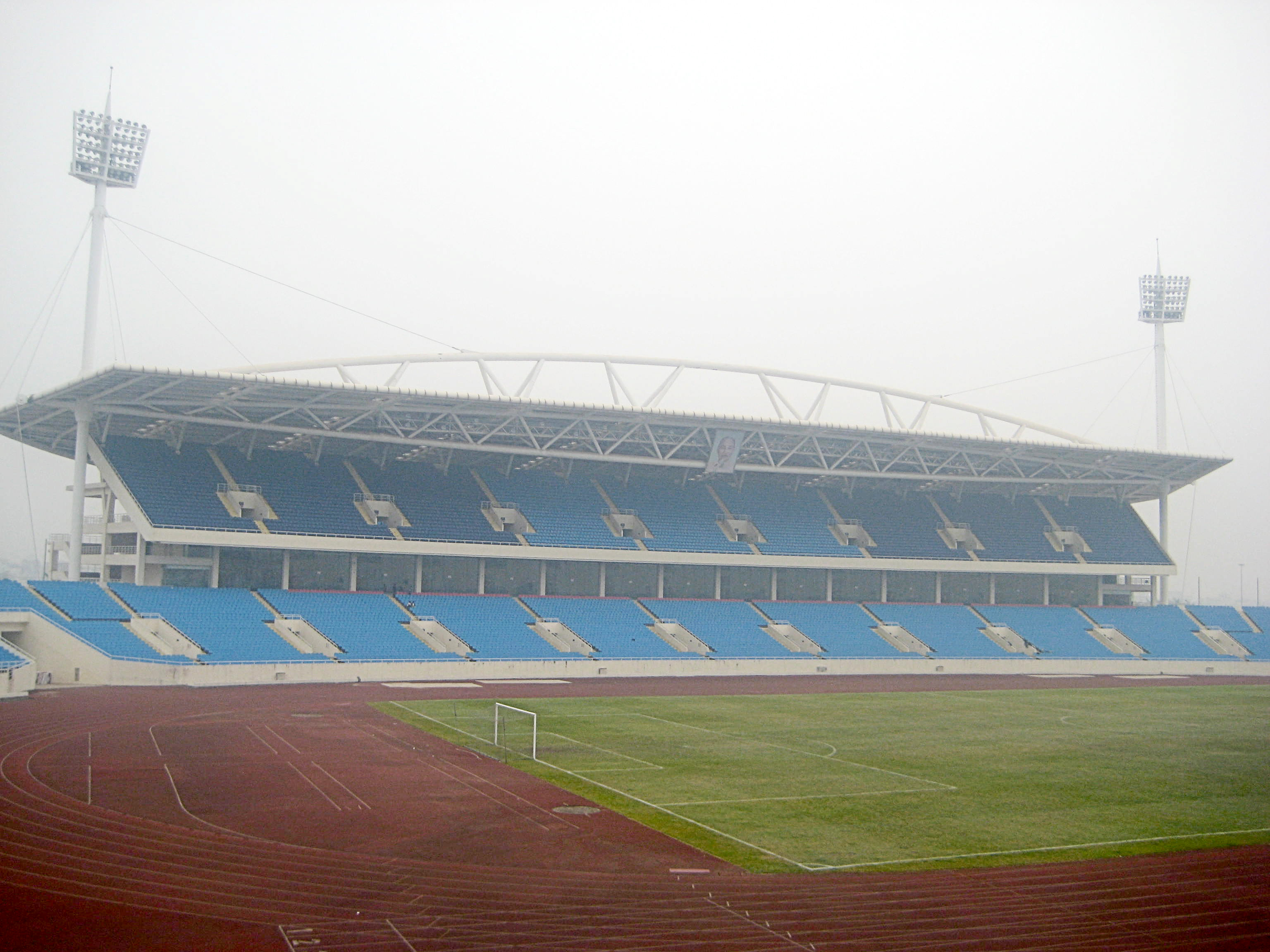
Khán đài B của Sân vận động Quốc gia Mỹ Đình

Sân vận động Quốc gia Mỹ Đình có 4 khán đài. Các khán đài A và B (tương ứng là khán đài phía đông và phía tây) được che phủ bởi mái che nặng 2.300 tấn ở mỗi khán đài. Hai khán đài này cao hai tầng và cao 25,8 m (85 ft), trong khi khán đài C và D (tương ứng là khán đài phía nam và phía bắc) cao một tầng và cao 8,4 m (28 ft). Tổng cộng, sân vận động này có sức chứa 40,192 chỗ ngồi, bao gồm 450 ghế VIP và 160 ghế cho các nhà báo.

### Mặt sân
Mặt sân cỏ có kích thước 105 x 68 m, bao quanh là đường chạy điền kinh 8 làn và các cơ sở thể thao khác.

## Sự kiện

### Thể thao
Sân vận động chính thức được khánh thành vào ngày 2 tháng 9 năm 2003 với trận đấu giao hữu mở màn giữa U-23 Việt Nam và câu lạc bộ bóng đá Thân Hoa Thượng Hải thuộc Giải bóng đá ngoại hạng Trung Quốc.
Sân đã tổ chức Đại hội Thể thao Đông Nam Á 2003 (lễ khai mạc, bóng đá và điền kinh, lễ bế mạc) và Đại hội Thể thao Người khuyết tật Đông Nam Á 2003.
Vào tháng 7 năm 2007, tại Asian Cup 2007, Sân vận động Mỹ Đình đã tổ chức các trận đấu bảng B cùng với Sân vận động Quân khu 7 (Thành phố Hồ Chí Minh), trận tứ kết (Nhật Bản vs Úc) và trận bán kết (Nhật Bản vs Ả Rập Xê Út).
Sân vận động Mỹ Đình đã tổ chức lễ khai mạc Đại hội Thể thao Trong nhà châu Á 2009 diễn ra từ ngày 30 tháng 10 đến ngày 8 tháng 11 năm 2009.
Vào tháng 12 năm 2010, sân đã tổ chức các trận đấu bảng B của AFF Suzuki Cup 2010 từ ngày 2 tháng 12 đến ngày 8 tháng 12.
Sân vận động này cũng là nơi tổ chức Đại hội Thể thao Đông Nam Á 2021 (lễ khai mạc, bóng đá và điền kinh).
Ngoài ra, sân vận động này còn tổ chức nhiều giải đấu bóng đá trong nước và quốc tế:
- AFC Champions League 2008 (Nam Định đã chọn sân vận động này vì sân vận động Thiên Trường của đội không đáp ứng tiêu chuẩn của AFC).[23]
- Giao hữu quốc tế: Việt Nam 0–2 Olympic Brasil (2008).[24]
- VFF Cup 2010.[25]
- V-League 2011 (trận đấu vòng 25 giữa Hà Nội ACB và Sông Lam Nghệ An).[26]
- VFF Cup 2011.[27]
- Vòng loại bóng đá nam Thế vận hội Mùa hè 2012 khu vực châu Á (vòng play-off).[28] Ba đội đứng thứ hai của các bảng đấu ở vòng ba đã thi đấu vòng tròn một lượt tại một địa điểm trung lập vào ngày 25, 27 và 29 tháng 3 năm 2012. Việt Nam đã được Ủy ban thi đấu AFC chọn làm địa điểm trung lập, với các trận đấu diễn ra tại sân vận động Mỹ Đình của Hà Nội.
- Giao hữu quốc tế: Việt Nam 1–7 Arsenal (Vào ngày 17 tháng 7 năm 2013).[29]
- Giao hữu quốc tế: Việt Nam 1–8 Manchester City (27 tháng 7 năm 2015).[30].[31][32]
- Vào ngày 7 tháng 9 năm 2021, sân vận động đã lần đầu tiên tổ chức một trận đấu vòng 3 tại vòng loại World Cup 2022 khu vực châu Á giữa Việt Nam và Australia (Australia thắng 1-0).[33] Đây cũng là lần đầu tiên VAR và Goal-line được áp dụng tại Việt Nam (do Hawk-Eye Innovations Ltd thực hiện).[34] Trong bối cảnh đại dịch COVID-19, trận đấu này không đón khán giả.[35]
- Giao hữu quốc tế: Việt Nam 2–1 Borussia Dortmund (30 tháng 11 năm 2022).[36]
- V.League 1 2023 (trận đấu vòng 7, nhóm A giai đoạn 2 giữa Hà Nội và Viettel)
- AFC Champions League 2023–24 (Hà Nội đã chọn sân vận động này vì sân vận động Hàng Đẫy của đội không đáp ứng tiêu chuẩn của AFC).
- Giải bóng đá Vô địch Quốc gia 2024–25 (Thể Công – Viettel đã chọn sân vận động này vì AFC quy định 3 đội không được dùng chung 1 sân).

### Văn hóa và giải trí

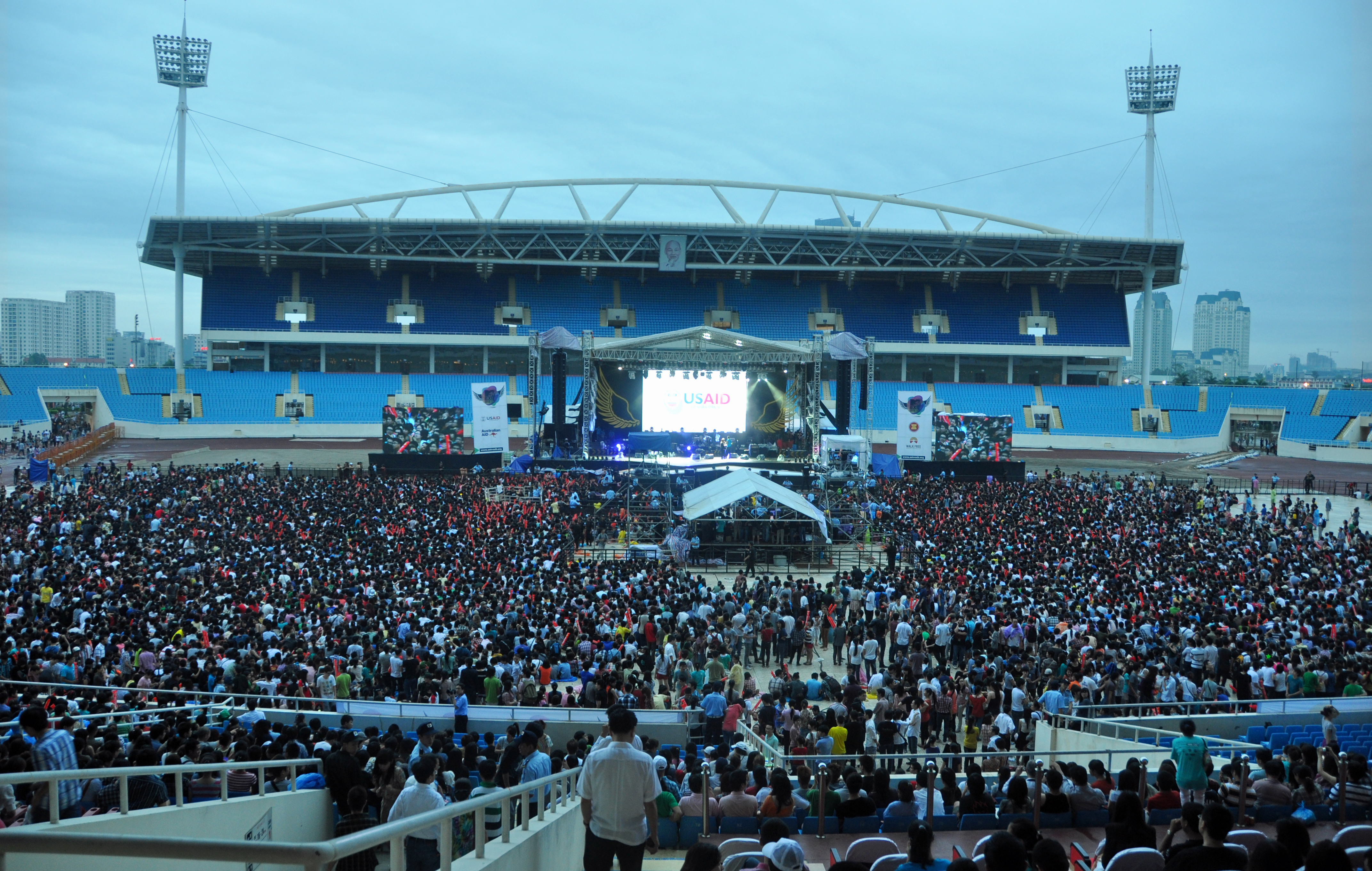
Buổi hòa nhạc của MTV Exit tại Sân vận động Quốc gia Mỹ Đình

Sân vận động Quốc gia Mỹ Đình đã tổ chức nhiều sự kiện giải trí. Mỹ Tâm là ca sĩ Việt Nam đầu tiên và duy nhất tổ chức buổi diễn trực tiếp tại đây với sức chứa hơn 10.000 khán giả cho liveshow Ngày ấy & bây giờ (2004) và hơn 30.000 khán giả cho liveshow Tri âm (2022).
Vào ngày 27 tháng 3 năm 2010, một buổi hòa nhạc của MTV Exit đã được tổ chức tại đây, trong đó có sự góp mặt của nhóm nhạc nam Hàn Quốc Super Junior, ca sĩ người Úc Kate Miller-Heidke cùng với nhiều ca sĩ Việt Nam. Ngày 10 tháng 10 năm 2010, Đêm hội văn hóa nghệ thuật Kỷ niệm 1000 năm Thăng Long – Hà Nội. Vào ngày 26 tháng 3 năm 2011, nhóm nhạc nam Mỹ Backstreet Boys đã biểu diễn tại đây như một phần của chuyến lưu diễn This Is Us Tour của nhóm. Vào ngày 1 tháng 10 năm 2011, nhóm nhạc nam Ireland Westlife đã biểu diễn tại đây trong khuôn khổ chuyến lưu diễn Gravity Tour của nhóm; khoảng 11.000 người đã tham dự buổi hòa nhạc. Sân vận động cũng là điểm khởi đầu của chương trình Cuộc đua kỳ thú 2012. Vào ngày 26 tháng 5 năm 2012, MTV Exit đã tổ chức một buổi hòa nhạc tại sân vận động với sự góp mặt của ban nhạc pop punk Canada Simple Plan nhằm nâng cao nhận thức về nạn buôn người và nô lệ hiện đại.
Sân vận động cũng là nơi tổ chức nhiều buổi hòa nhạc K-pop. Đây là nơi diễn ra buổi hòa nhạc đặc biệt Music Core của MBC vào ngày 8 tháng 12 năm 2012, Music Bank World Tour của KBS vào ngày 28 tháng 3 năm 2015. Vào ngày 26 tháng 11 năm 2019, sân vận động đã tổ chức lễ trao giải Asia Artist Awards, hội tụ những nhân vật giải trí nổi tiếng của Việt Nam, Hàn Quốc, và các quốc gia châu Á khác. Nhóm nhạc nữ Hàn Quốc Blackpink đã tổ chức hai buổi diễn trong khuôn khổ chuyến lưu diễn Born Pink World Tour vào hai đêm 29 và 30 tháng 7 năm 2023 với 67,443 khán giả tham dự và đạt doanh thu $13.660.064.
Một số buổi biểu diễn của các nghệ sĩ đến từ chương trình Anh trai "Say Hi" cũng được tổ chức tại sân vận động này.

## Danh sách các sự kiện giải trí
| Ngày                     | Nghệ sĩ | Sự kiện                                         | Nguồn         |
| ------------------------ | --- | ----------------------------------------------- | ------------- |
| 4 tháng 4 năm 2004       | Mỹ Tâm | Liveshow: Ngày ấy và bây giờ                    | [ 47 ]        |
| 21 tháng 6 năm 2004      | Sarah Brightman | Harem World Tour                                | [ 48 ]        |
| 27 tháng 3 năm 2010      | Người biểu diễn - Phạm Anh Khoa Phương Vy Lưu Hương Giang Hoàng Hải Hà Anh Tuấn Kate Miller-Heidke Super Junior | MTV EXIT                                        | [ 38 ]        |
| 26 tháng 3 năm 2011      | Backstreet Boys | This Is Us Tour                                 | [ 38 ]        |
| 1 tháng 10 năm 2011      | Westlife | Gravity Tour                                    | [ 39 ]        |
| 26 tháng 5 năm 2012      | Người biểu diễn - Mỹ Tâm Bức Tường Brown Eyed Girls Kate Miller-Heidke Simple Plan | MTV EXIT                                        | [ 42 ] [ 49 ] |
| 29 tháng 11 năm 2012     | Người biểu diễn - TVXQ Girls' Generation T-ara HyunA Kara B1A4 Infinite Teen Top B.A.P Sistar Miss A Beast Fiestar ChAOS F.T. Island Ailee Son Dam-bi                                                              | K-pop Festival 2012 – Concert in Vietnam        | [ 43 ]        |
| 28 tháng 3 năm 2015      | Người biểu diễn - EXO Shinee Sistar Apink Teen Top Got7 Block B | Music Bank World Tour                           | [ 44 ]        |
| 25 tháng 3 năm 2017      | Người biểu diễn - EXID Seventeen Seven Apink NC.A B.I.G Masc HALO Laboum I.C.E Bom-i | MBC Music K-Plus Concert in Vietnam             | [ 50 ]        |
| 20 tháng 5 năm 2017      | Hardwell Jewelz & Sparks | Go Hardwell or Go Home                          | [ 51 ]        |
| 26 tháng 10 năm 2019     | Người biểu diễn - Sơn Tùng M-TP Đen Vâu Bằng Kiều Tóc Tiên Đan Trường Isaac Hồ Ngọc Hà Ưng Hoàng Phúc Đàm Vĩnh Hưng Tuấn Hưng                                                                                      | FWD Music Fest                                  | [ 52 ]        |
| 26 tháng 11 năm 2019     | Dẫn chương trình - Leeteuk Lim Ji-yeon Người biểu diễn - Itzy Loona DKZ Snuper Tomorrow X Together (G)I-DLE AB6IX Stray Kids Kang Daniel Zico Momoland Chungha NU'EST Red Velvet Seventeen Got7 TWICE Super Junior | Lễ trao giải Asia Artist Awards 2019            |               |
| 11 tháng 1 năm 2020      | Người biểu diễn - EXO-SC Taemin (Shinee) NCT 127 Elris AlphaBat A.C.E | 2020 K-pop Super Concert in Hanoi               | [ 53 ]        |
| 5 tháng 11 năm 2022      | Mỹ Tâm | Liveshow: Tri âm                                | [ 54 ]        |
| 29 & 30 tháng 7 năm 2023 | Blackpink | Born Pink World Tour                            | [ 55 ]        |
| 29 tháng 6 năm 2024      | Người biểu diễn - Yellow Claw Said the Sky Vinai Lucas & Steve Youna Harmson x MC YoungK Mike Hao Nix x Sammie x MC CongSon Karik Tóc Tiên Hieuthuhai Liu Grace Phương Ly Kent Trần Bùi Lan Hương                  | Watera Festival 2024 - Chapter 2: The Guardian  | [ 56 ]        |
| 7 & 9 tháng 12 năm 2024  | Dàn nghệ sĩ của Anh trai "say hi" (mùa 1) | Anh Trai Say Hi Concert Day 3 & 4               |               |
| 10 tháng 5 năm 2025      | Dàn nghệ sĩ của Anh trai "say hi" (mùa 1) | Anh Trai Say Hi Concert Day 6                   |               |
| 21 tháng 6 năm 2025      | Người biểu diễn - G-Dragon CL DPR Ian Tempest tripleS Quang Hùng MasterD (Khách mời) | Đại nhạc hội K-Star Spark in Vietnam bởi VPBank |               |
| 10 tháng 8 năm 2025      | Người biểu diễn - Thu Huyền Tùng Dương Noo Phước Thịnh Tóc Tiên Võ Hạ Trâm Thanh Duy Hà Lê Suboi Và nhiều nghệ sĩ khác...                                                                                          | Concert Quốc gia "Tổ Quốc trong tim"            |               |

## Danh sách các chương trình đặc biệt
| Ngày                 | Sự kiện | Ghi hình                 |
| -------------------- | --- | ------------------------ |
| 5 tháng 12 năm 2003  | Lễ khai mạc SEA Games 2003                                                                                                | Đài Truyền hình Việt Nam |
| 13 tháng 12 năm 2003 | Lễ bế mạc SEA Games 2003                                                                                                  | Đài Truyền hình Việt Nam |
| 12 tháng 5 năm 2022  | Lễ khai mạc SEA Games 2021                                                                                                | Đài Truyền hình Việt Nam |
| 22 tháng 12 năm 2024 | Lễ diễu binh Kỷ niệm 80 năm Ngày thành lập Quân đội nhân dân Việt Nam (đã bị huỷ để tập trung khắc phục hậu quả bão số 3) | Đài Truyền hình Việt Nam |

## Các trận đấu bóng đá lớn
Sân vận động đã tổ chức một số trận đấu quốc tế của FIFA. Dưới đây là các trận đấu quốc tế quan trọng nhất được tổ chức tại Sân vận động Mỹ Đình.

### Đại hội Thể thao Đông Nam Á 2003
| Ngày                 | Thời gian (UTC+7) | Đội #1    | Kết quả      | Đội #2   | Vòng                     | Khán giả |
| -------------------- | ----------------- | --------- | ------------ | -------- | ------------------------ | -------- |
| 30 tháng 11 năm 2003 | 15:00             | Indonesia | 1–0          | Lào      | Bảng A (trận đấu mở màn) | N/A      |
| 30 tháng 11 năm 2003 | 17:30             | Thái Lan  | 1–1          | Việt Nam | Bảng A                   | N/A      |
| 9 tháng 12 năm 2003  | 16:00             | Thái Lan  | 2–0          | Myanmar  | Bán kết                  | N/A      |
| 9 tháng 12 năm 2003  | 19:00             | Việt Nam  | 4–3          | Malaysia | Bán kết                  | N/A      |
| 12 tháng 12 năm 2003 | 16:30             | Malaysia  | 1–1 (4–2 p)  | Myanmar  | Tranh huy chương đồng    | N/A      |
| 12 tháng 12 năm 2003 | 19:00             | Thái Lan  | 2–1 (b.t.v.) | Việt Nam | Chung kết                | N/A      |

### Giải vô địch bóng đá Đông Nam Á 2004
| Ngày                 | Thời gian (UTC+7) | Đội #1    | Kết quả | Đội #2    | Vòng      | Khán giả |
| -------------------- | ----------------- | --------- | ------- | --------- | --------- | -------- |
| 11 tháng 12 năm 2004 | 17:00             | Lào       | 2–1     | Campuchia | Vòng bảng | N/A      |
| 11 tháng 12 năm 2004 | 19:30             | Việt Nam  | 0–3     | Indonesia | Vòng bảng | N/A      |
| 13 tháng 12 năm 2004 | 17:00             | Singapore | 6–2     | Lào       | Vòng bảng | N/A      |
| 13 tháng 12 năm 2004 | 19:30             | Indonesia | 8–0     | Campuchia | Vòng bảng | N/A      |
| 15 tháng 12 năm 2004 | 18:00             | Việt Nam  | 3–0     | Lào       | Vòng bảng | N/A      |

### Giải vô địch bóng đá Đông Nam Á 2007
| Ngày                | Thời gian (UTC+7) | Đội #1   | Kết quả | Đội #2   | Vòng            | Khán giả |
| ------------------- | ----------------- | -------- | ------- | -------- | --------------- | -------- |
| 24 tháng 1 năm 2007 | 19:00             | Việt Nam | 0–2     | Thái Lan | Bán kết lượt đi | 40.000   |

### Cúp bóng đá châu Á 2007
| Ngày                | Thời gian (UTC+7) | Đội #1   | Kết quả     | Đội #2      | Vòng    | Khán giả |
| ------------------- | ----------------- | -------- | ----------- | ----------- | ------- | -------- |
| 8 tháng 7 năm 2007  | 19:30             | Việt Nam | 2–0         | UAE         | Bảng B  | 39.450   |
| 9 tháng 7 năm 2007  | 17:15             | Nhật Bản | 1–1         | Qatar       | Bảng B  | 5.000    |
| 12 tháng 7 năm 2007 | 19:30             | Qatar    | 1–1         | Việt Nam    | Bảng B  | 40.000   |
| 13 tháng 7 năm 2007 | 20:30             | UAE      | 1–3         | Nhật Bản    | Bảng B  | 5.000    |
| 16 tháng 7 năm 2007 | 17:15             | Việt Nam | 1–4         | Nhật Bản    | Bảng B  | 40.000   |
| 21 tháng 7 năm 2007 | 17:15             | Nhật Bản | 1–1 (4–3 p) | Úc          | Tứ kết  | 25.000   |
| 25 tháng 7 năm 2007 | 20:15             | Nhật Bản | 2–3         | Ả Rập Xê Út | Bán kết | 10.000   |

### Giải vô địch bóng đá Đông Nam Á 2008
| Ngày                 | Thời gian (UTC+7) | Đội #1   | Kết quả | Đội #2    | Vòng              | Khán giả |
| -------------------- | ----------------- | -------- | ------- | --------- | ----------------- | -------- |
| 17 tháng 12 năm 2008 | 19:00             | Việt Nam | 0–0     | Singapore | Bán kết lượt đi   | 40.000   |
| 28 tháng 12 năm 2008 | 19:30             | Việt Nam | 1–1     | Thái Lan  | Chung kết lượt về | 40.000   |

### Giải vô địch bóng đá Đông Nam Á 2010
| Ngày                 | Thời gian (UTC+7) | Đội #1      | Kết quả | Đội #2      | Vòng            | Khán giả |
| -------------------- | ----------------- | ----------- | ------- | ----------- | --------------- | -------- |
| 2 tháng 12 năm 2010  | 17:00             | Singapore   | 1–1     | Philippines | Vòng bảng       | N/A      |
| 2 tháng 12 năm 2010  | 19:30             | Việt Nam    | 7–1     | Myanmar     | Vòng bảng       | 40.000   |
| 5 tháng 12 năm 2010  | 17:00             | Singapore   | 2–1     | Myanmar     | Vòng bảng       | N/A      |
| 5 tháng 12 năm 2010  | 19:30             | Philippines | 2–0     | Việt Nam    | Vòng bảng       | 40.000   |
| 8 tháng 12 năm 2010  | 19:30             | Việt Nam    | 1–0     | Singapore   | Vòng bảng       | 40.000   |
| 18 tháng 12 năm 2010 | 19:00             | Việt Nam    | 0–0     | Malaysia    | Bán kết lượt về | 40.000   |

### Giải vô địch bóng đá Đông Nam Á 2014
| Ngày                 | Thời gian (UTC+7) | Đội #1      | Kết quả | Đội #2      | Vòng            | Khán giả |
| -------------------- | ----------------- | ----------- | ------- | ----------- | --------------- | -------- |
| 22 tháng 11 năm 2014 | 16:00             | Philippines | 4–1     | Lào         | Vòng bảng       | N/A      |
| 22 tháng 11 năm 2014 | 19:00             | Việt Nam    | 2–2     | Indonesia   | Vòng bảng       | N/A      |
| 25 tháng 11 năm 2014 | 16:00             | Philippines | 4–0     | Indonesia   | Vòng bảng       | N/A      |
| 25 tháng 11 năm 2014 | 19:00             | Lào         | 0–3     | Việt Nam    | Vòng bảng       | N/A      |
| 28 tháng 11 năm 2014 | 19:00             | Việt Nam    | 3–1     | Philippines | Vòng bảng       | 40.000   |
| 11 tháng 12 năm 2014 | 19:00             | Việt Nam    | 2–4     | Malaysia    | Bán kết lượt về | 40.000   |

### Vòng loại Giải vô địch bóng đá thế giới 2018 – Khu vực châu Á
| Ngày                 | Thời gian (UTC+7) | Đội #1   | Kết quả | Đội #2            | Vòng   | Khán giả |
| -------------------- | ----------------- | -------- | ------- | ----------------- | ------ | -------- |
| 8 tháng 10 năm 2015  | 19:00             | Việt Nam | 1–1     | Iraq              | Bảng F | 10.000   |
| 13 tháng 10 năm 2015 | 19:00             | Việt Nam | 0–3     | Thái Lan          | Bảng F | 35.000   |
| 24 tháng 3 năm 2016  | 19:00             | Việt Nam | 4–1     | Đài Bắc Trung Hoa | Bảng F | 18.350   |

### Giải vô địch bóng đá Đông Nam Á 2016
| Ngày                | Thời gian (UTC+7) | Đội #1   | Kết quả      | Đội #2    | Vòng            | Khán giả |
| ------------------- | ----------------- | -------- | ------------ | --------- | --------------- | -------- |
| 7 tháng 12 năm 2016 | 19:00             | Việt Nam | 2–2 (s.h.p.) | Indonesia | Bán kết lượt về | 40.000   |

### Vinaphone Cup 2018
| Ngày               | Thời gian (UTC+7) | Đội #1     | Kết quả | Đội #2     | Khán giả |
| ------------------ | ----------------- | ---------- | ------- | ---------- | -------- |
| 3 tháng 8 năm 2018 | 16:30             | Uzbekistan | 0–0     | Oman       | 1.183    |
| 3 tháng 8 năm 2018 | 19:30             | Việt Nam   | 2–1     | Palestine  | 18.457   |
| 5 tháng 8 năm 2018 | 16:30             | Palestine  | 2–1     | Uzbekistan | 2.054    |
| 5 tháng 8 năm 2018 | 19:30             | Oman       | 1–2     | Việt Nam   | 30.859   |
| 7 tháng 8 năm 2018 | 16:30             | Palestine  | 1–1     | Oman       | 4.465    |
| 7 tháng 8 năm 2018 | 19:30             | Việt Nam   | 1–1     | Uzbekistan | 40.192   |

### Giải vô địch bóng đá Đông Nam Á 2018
| Ngày                 | Thời gian (UTC+7) | Đội #1   | Kết quả | Đội #2      | Vòng              | Khán giả |
| -------------------- | ----------------- | -------- | ------- | ----------- | ----------------- | -------- |
| 16 tháng 11 năm 2018 | 19:30             | Việt Nam | 2–0     | Malaysia    | Vòng bảng         | 40.000   |
| 6 tháng 12 năm 2018  | 19:30             | Việt Nam | 2–1     | Philippines | Bán kết lượt về   | 38.816   |
| 15 tháng 12 năm 2018 | 19:30             | Việt Nam | 1–0     | Malaysia    | Chung kết lượt về | 44.625   |

### Vòng loại Giải vô địch bóng đá thế giới 2022 – Khu vực châu Á
| Ngày                 | Thời gian (UTC+7) | Đội #1   | Kết quả | Đội #2      | Vòng            | Khán giả |
| -------------------- | ----------------- | -------- | ------- | ----------- | --------------- | -------- |
| 10 tháng 10 năm 2019 | 20:00             | Việt Nam | 1–0     | Malaysia    | Bảng G (Vòng 2) | 38.256   |
| 14 tháng 11 năm 2019 | 20:00             | Việt Nam | 1–0     | UAE         | Bảng G (Vòng 2) | 37.879   |
| 19 tháng 11 năm 2019 | 20:00             | Việt Nam | 0–0     | Thái Lan    | Bảng G (Vòng 2) | 40.000   |
| 7 tháng 9 năm 2021   | 19:00             | Việt Nam | 0–1     | Úc          | Bảng B (Vòng 3) | 0        |
| 11 tháng 11 năm 2021 | 19:00             | Việt Nam | 0–1     | Nhật Bản    | Bảng B (Vòng 3) | 11.022   |
| 16 tháng 11 năm 2021 | 19:00             | Việt Nam | 0–1     | Ả Rập Xê Út | Bảng B (Vòng 3) | 9.669    |
| 1 tháng 2 năm 2022   | 19:00             | Việt Nam | 3–1     | Trung Quốc  | Bảng B (Vòng 3) | 6.099    |
| 24 tháng 3 năm 2022  | 19:00             | Việt Nam | 0–1     | Oman        | Bảng B (Vòng 3) | 6.923    |

### Đại hội Thể thao Đông Nam Á 2021
| Ngày                | Thời gian (UTC+7) | Đội #1   | Kết quả     | Đội #2    | Vòng                  | Khán giả |
| ------------------- | ----------------- | -------- | ----------- | --------- | --------------------- | -------- |
| 22 tháng 5 năm 2022 | 16:00             | Malaysia | 1–1 (3–4 p) | Indonesia | Tranh huy chương đồng | 25.589   |
| 22 tháng 5 năm 2022 | 19:00             | Việt Nam | 1–0         | Thái Lan  | Chung kết             | 39.898   |

### Giải vô địch bóng đá Đông Nam Á 2022
| Ngày                 | Thời gian (UTC+7) | Đội #1   | Kết quả | Đội #2    | Vòng              | Khán giả |
| -------------------- | ----------------- | -------- | ------- | --------- | ----------------- | -------- |
| 27 tháng 12 năm 2022 | 19:30             | Việt Nam | 3–0     | Malaysia  | Vòng bảng         | 17.545   |
| 3 tháng 1 năm 2023   | 19:30             | Việt Nam | 3–0     | Myanmar   | Vòng bảng         | 11.575   |
| 9 tháng 1 năm 2023   | 19:30             | Việt Nam | 2–0     | Indonesia | Bán kết lượt về   | 23.989   |
| 13 tháng 1 năm 2023  | 19:30             | Việt Nam | 2–2     | Thái Lan  | Chung kết lượt đi | 38.539   |

### LPBank Cup 2024
| Ngày                | Thời gian (UTC+7) | Đội #1   | Kết quả | Đội #2   | Khán giả |
| ------------------- | ----------------- | -------- | ------- | -------- | -------- |
| 5 tháng 9 năm 2024  | 20:00             | Việt Nam | 0–3     | Nga      | 5.315    |
| 7 tháng 9 năm 2024  | 20:00             | Nga      | Hủy     | Thái Lan |          |
| 10 tháng 9 năm 2024 | 20:00             | Việt Nam | 1–2     | Thái Lan | 3.462    |

## Tranh cãi

### Nổ pháo hoa năm 2010
Khoảng 11 giờ 40 phút (UTC+7:00) ngày 6 tháng 10 năm 2010 xảy ra vụ nổ tại Sân vận động Quốc gia Mỹ Đình. Nguyên nhân được xác nhận bắt nguồn từ hai container chứa pháo hoa nổ do sơ suất khi lắp đặt trận địa pháo; đây là buổi tổng duyệt cho chương trình Đêm hội văn hóa nghệ thuật kỷ niệm 1000 năm Thăng Long – Hà Nội dự kiến tổ chức chính thức vào ngày 10 tháng 10 năm 2010. Hậu quả khiến bốn nạn nhân tử vong (2 người Đức, 1 người Singapore, 1 người Việt Nam) và ba nạn nhân bị thương, các nạn nhân bao gồm người Đức và người Singapore cùng người Việt.

### Chất lượng mặt sân và trang thiết bị xuống cấp

#### Năm 2021 và SEA Games 31

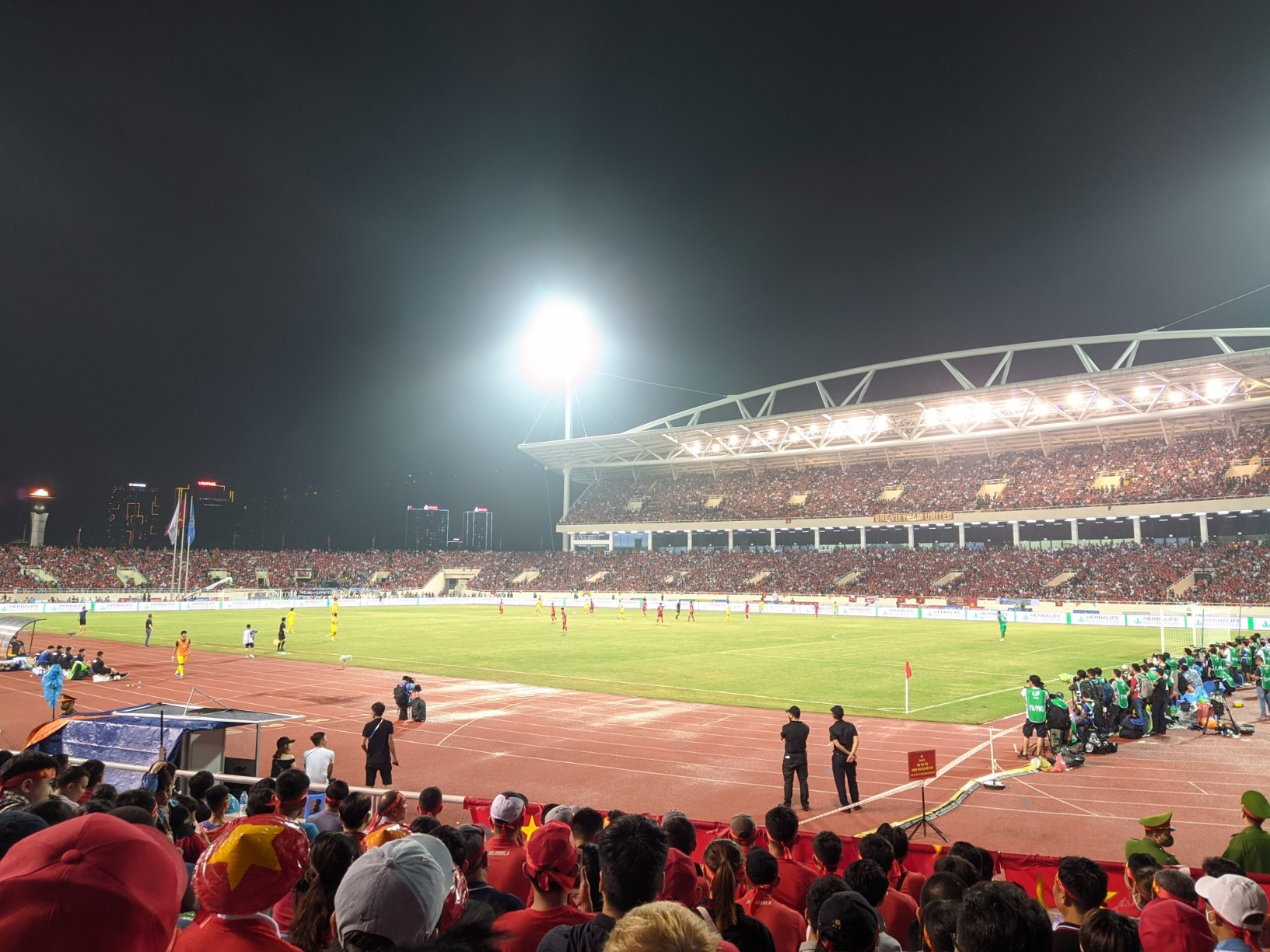
Sân Mỹ Đình tại chung kết SEA Games 31.

"Nice cow paddock" (tạm dịch: "Bãi chăn bò đẹp đấy")
Từ nửa cuối năm 2021, dư luận đã có nhiều chỉ trích liên quan đến chất lượng sân cỏ và cơ sở vật chất của sân vận động. Làn sóng chỉ trích bắt đầu vào đầu tháng 9 năm 2021, khi tuyển Việt Nam tiếp đón Australia tại vòng loại thứ ba World Cup 2022; truyền thông và người hâm mộ Australia thời điểm đó đã so sánh mặt sân Mỹ Đình với "bãi cỏ chăn bò". Theo Lao Động, mặt cỏ sân Mỹ Đình đã không hề được thay mới trong gần 10 năm, chủ yếu vẫn là chăm sóc trên nền đất cũ và loại cỏ cũ, nên chỉ cần thời tiết thay đổi bất thường là lập tức có vấn đề về thẩm mỹ và chất lượng. Ngoài ra, một số khu vực và phòng chức năng tại sân Mỹ Đình đã xuống cấp nghiêm trọng do thời gian dài không được sửa chữa. Để lý giải sự xuống cấp này, vấn đề nguồn kinh phí đã được các bên liên quan đặt ra. Sau khi Liên đoàn bóng đá châu Á (AFC) yêu cầu cải thiện mặt sân Mỹ Đình và các phòng chức năng, sân vận động đã được Bộ Văn hóa, Thể thao và Du lịch Việt Nam cải tạo lớn để tổ chức các trận đấu tiếp theo tại vòng loại World Cup và cũng để chuẩn bị cho Đại hội Thể thao Đông Nam Á 2021 vào tháng 5 năm 2022. 

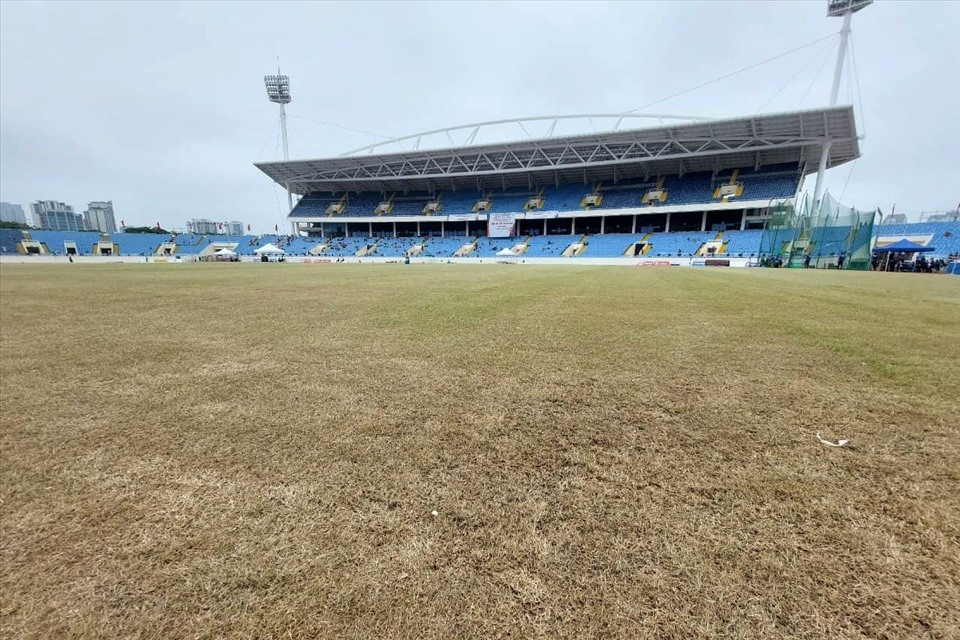
Hình ảnh cỏ sân Mỹ Đình trước trận chung kết bóng đá nam SEA Games 31 (nhìn bằng mắt thường, mặt sân lúc này vàng úa, cỏ chết khá nhiều và chưa được chăm sóc một cách hợp lý)

Trước SEA Games 31, Chính phủ cấp cho Bộ Văn hóa - Thể thao và Du lịch hơn 400 tỉ đồng để sửa chữa Khu liên hợp thể thao quốc gia. Dù vậy, việc thay mặt cỏ sân Mỹ Đình đã không được tiến hành. Đến trước trận tranh hạng ba và chung kết môn bóng đá nam SEA Games 31, mặt cỏ sân Mỹ Đình tiếp tục bị hư hại nghiêm trọng do hệ quả của việc lắp đặt sân khấu cho lễ khai mạc SEA Games mới tổ chức trước đó, khiến cỏ bị héo úa và chết khá nhiều.

#### Sự cố trận giao hữu giữa Việt Nam và Borussia Dortmund
Vào ngày 30 tháng 11 năm 2022, trong trận đấu giao hữu giữa Việt Nam và Borussia Dortmund, tại phút thứ 86 của trận đấu, xà ngang khung thành của phía Dortmund đã bị bật ra khiến trận đấu bị gián đoạn 5 phút. Ngoài ra, trong thời gian nghỉ giữa hai hiệp, khu vực kỹ thuật của hai đội bóng và khu vực trọng tài bàn đã bị gió thổi đổ rất nhiều lần.

#### AFF Cup 2022
Tại thời điểm này, chất lượng sân Mỹ Đình đã trở nên xuống cấp trầm trọng. Tình trạng của sân đấu được các trang báo trong nước mô tả là "nóng hơn cả tuyển Việt Nam", "hình ảnh xấu xí", "nhếch nhác", "sân đất nện", "như đá bóng ngoài ruộng".
Trước khi AFF Cup 2022 diễn ra, Liên đoàn Bóng đá Việt Nam (VFF) đã ký hợp đồng với Khu liên hợp thể thao quốc gia để thuê sân Mỹ Đình làm sân nhà của đội tuyển Việt Nam. Giá thuê sân cho mỗi trận đấu của tuyển Việt Nam là 800 triệu đồng, nhiều nhất trong lịch sử của sân vận động này. Tuy vậy, mặt cỏ của sân vận động được mô tả là già, úa, xấu. Ghế bạc màu, ố bẩn do toàn bộ 40.000 ghế ngồi được lắp đặt từ năm 2003 chưa thay lần nào. Ngoài ra, theo Cục Thuế Hà Nội, cho đến năm 2023, Khu liên hợp thể thao quốc gia nợ 855 tỉ đồng tiền thuế.
Lý giải hiện tượng này, Tổng cục trưởng Tổng cục Thể dục Thể thao, ông Đặng Hà Việt cho biết, nguyên nhân không phải do thiếu kinh phí mà vì "quên bảo dưỡng". Theo ông Việt, việc bảo dưỡng và chăm sóc trong một tháng qua vẫn được tiến hành đều đặn nhưng thời tiết Hà Nội khắc nghiệt, nắng ít làm cho mặt cỏ không xanh như mong đợi. Hơn nữa, AFC đã đánh giá mặt sân Mỹ Đình vẫn đủ điều kiện để thi đấu. Tuy vậy, việc lý giải mặt sân xuống cấp do thời tiết bị nhiều cổ động viên cho là không có cơ sở, bởi trước đó khi đội tuyển Việt Nam tiếp đón Trung Quốc tại vòng loại thứ 3 World Cup 2022 hồi đầu năm, mặt cỏ của sân Mỹ Đình vẫn rất đẹp và xanh. Điều này cho thấy mặt cỏ của Mỹ Đình hiện tại bị xuống cấp là vì không được chăm sóc kỹ càng. Tình trạng nhếch nhác tại sân vận động đã trở thành tâm điểm chỉ trích của các cổ động viên Việt Nam và nước ngoài.

Ngày 4 tháng 1 năm 2023, Thủ tướng Phạm Minh Chính nhắc đến tình trạng của sân vận động quốc gia Mỹ Đình. Ông nhấn mạnh và đặt câu hỏi về việc không khai thác được sân vận động mà chỉ trông chờ vào tiền của nhà nước.
Phương châm của toàn ngành là Quyết liệt hành động, Khát vọng cống hiến, chúng ta đã thực hiện được gần 2 năm rồi. Toàn ngành đã có những tiến bộ, sự thay đổi rõ rệt như Lãnh đạo Đảng và Nhân dân ghi nhận. Thế nhưng, thi thoảng ở một số bộ phận, lĩnh vực tôi vẫn cảm thấy sự quyết liệt đó chưa được thực hiện thường xuyên. Bằng chứng là câu chuyện tại Sân vận động Quốc gia Mỹ Đình. Kế hoạch tổ chức AFF Cup đã có từ trước chứ có phải đột xuất đâu, sao vẫn để những việc như vậy xảy ra?
Để xử lý tình trạng xuống cấp trước trận Việt Nam gặp Indonesia (thi đấu ngày 9 tháng 1), tối ngày 6 tháng 1, Bộ trưởng Bộ Văn hóa, Thể thao và Du lịch Việt Nam Nguyễn Văn Hùng yêu cầu hiệu trưởng Trường Đại học Thể dục Thể thao Bắc Ninh chỉ đạo lực lượng Đoàn thanh niên, sinh viên nhà trường tổ chức hoạt động tình nguyện để hỗ trợ làm vệ sinh môi trường cảnh quan cho sân Mỹ Đình.